# Ari Freyr Skúlason
Ari Freyr Skúlason, född 14 maj 1987 i Reykjavik, är en isländsk fotbollsspelare som spelar för IF Sylvia.

## Karriär
Inför Fotbollsallsvenskan 2012 valdes Ari till lagkapten i GIF Sundsvall. 2013 skrev Skúlason på ett kontrakt med Odense och avslutade sin sejour i Giffarna efter bortamatchen mot GAIS i juli 2013.
Den 1 juni 2019 värvades Skúlason av belgiska Oostende, där han skrev på ett tvåårskontrakt.
Den 31 mars 2021 blev Skúlason klar för IFK Norrköping.
Den 2 november 2023 angav Skulason att han skulle avsluta karriären, men 12 januari 2024 skrev Skulason kontrakt med IF Sylvia.